# آندرئا بوسکا
آندرئا بوسکا (ایتالیایی: Andrea Bosca؛ زادهٔ ۱۴ ژوئیهٔ ۱۹۸۰) بازیگر اهل ایتالیا است.
از جمله فیلم‌ها یا سریال‌های تلویزیونی که وی در آنها نقش داشته‌است، می‌توان به منشی‌های طبقه ششم، کوانتیکو و بانو با رخپوش سیاه اشاره کرد.